# Vespinitocris
Vespinitocris is een kevergeslacht uit de familie van de boktorren (Cerambycidae). De wetenschappelijke naam van het geslacht werd voor het eerst geldig gepubliceerd in 1950 door Breuning.

## Soorten
Vespinitocris omvat de volgende soorten:
- Vespinitocris ichneumon (Hintz, 1919)
- Vespinitocris camerunica Breuning, 1956
- Vespinitocris dux (Jordan, 1894)
- Vespinitocris morio (Jordan, 1903)
- Vespinitocris sessensis Breuning, 1950
- Vespinitocris tavakiliani Sudre & Téocchi, 2005